# Chapelle des Pénitents blancs d'Aigues-Mortes
Pour les articles homonymes, voir Chapelle des Pénitents blancs.
La chapelle des Pénitents Blancs, à Aigues-Mortes, est l'une des plus anciennes chapelles de Camargue et du département du Gard. C'est une propriété privée.

## Situation, Accès
La chapelle des Pénitents Blancs est située dans la vieille ville d'Aigues-Mortes, à l'angle des rues de la République et Louis-Blanc.

## Histoire
Sa construction date de 1668, à la demande de la confrérie des Pénitents Blancs d'Aigues-Mortes qui l'ont financée sur leurs propres deniers. Cette confrérie a été fondée en 1625 à partir de la confrérie des Pénitents Gris. Dès sa création, elle est placée sous le vocable de la Vierge et du Saint Esprit, qui a pour symbole la colombe. Elle fit, un temps office de paroisse, durant les travaux de rénovation de l'église Notre-Dame-des-Sablons, à la suite de l'effondrement du clocher.
Elle contient une copie du retable de Jérusalem, ainsi qu'une statue représentant saint Félix (saint des captifs) et Saint Jacques le Mineur, qui fut le premier évêque de Jérusalem.
La chapelle, qui dispose également d'un musée et de différentes reliques, est classé au titre des monuments historiques, depuis le 6 août 2007
À la Révolution, cette chapelle était le siège du club des "sans Culottes", qui avait dispersé ses objets. Elle a dû être rachetée à l’État en 1796 où elle sert d'église paroissiale jusqu'à ce que les Pénitents Blancs en reprennent possession et procédèrent alors à un certain nombre de travaux comme la construction du chœur, semi-circulaire, et en 1818 l'agrandissement de la Chapelle.

## Architecture
Elle a été réalisée en calcaire et pierre de taille et comprend notamment un escalier tournant à retours avec jour et un escalier à vis sans jour. Elle a été inscrite aux Monuments Historiques en 1911. Le chœur est relié à la chapelle par un arc en forme de serlienne. Un bas-relief, sur la façade, montre des pénitents encagoulés et agenouillés. Un oiseau est également représenté, commémorant l'Esprit-Saint. La lumière divine est également présente. Les cagoules ont la particularité d'être représentées sous la forme de têtes de lièvre qui évoqueraient à la fois une chanson des Pénitents Blancs  et la volonté d'utiliser la lumière qui serait présente dans la nuit.
L'extérieur de la chapelle a été restauré à l'automne 2015.

### Mobiliers

#### Inventaire Palissy

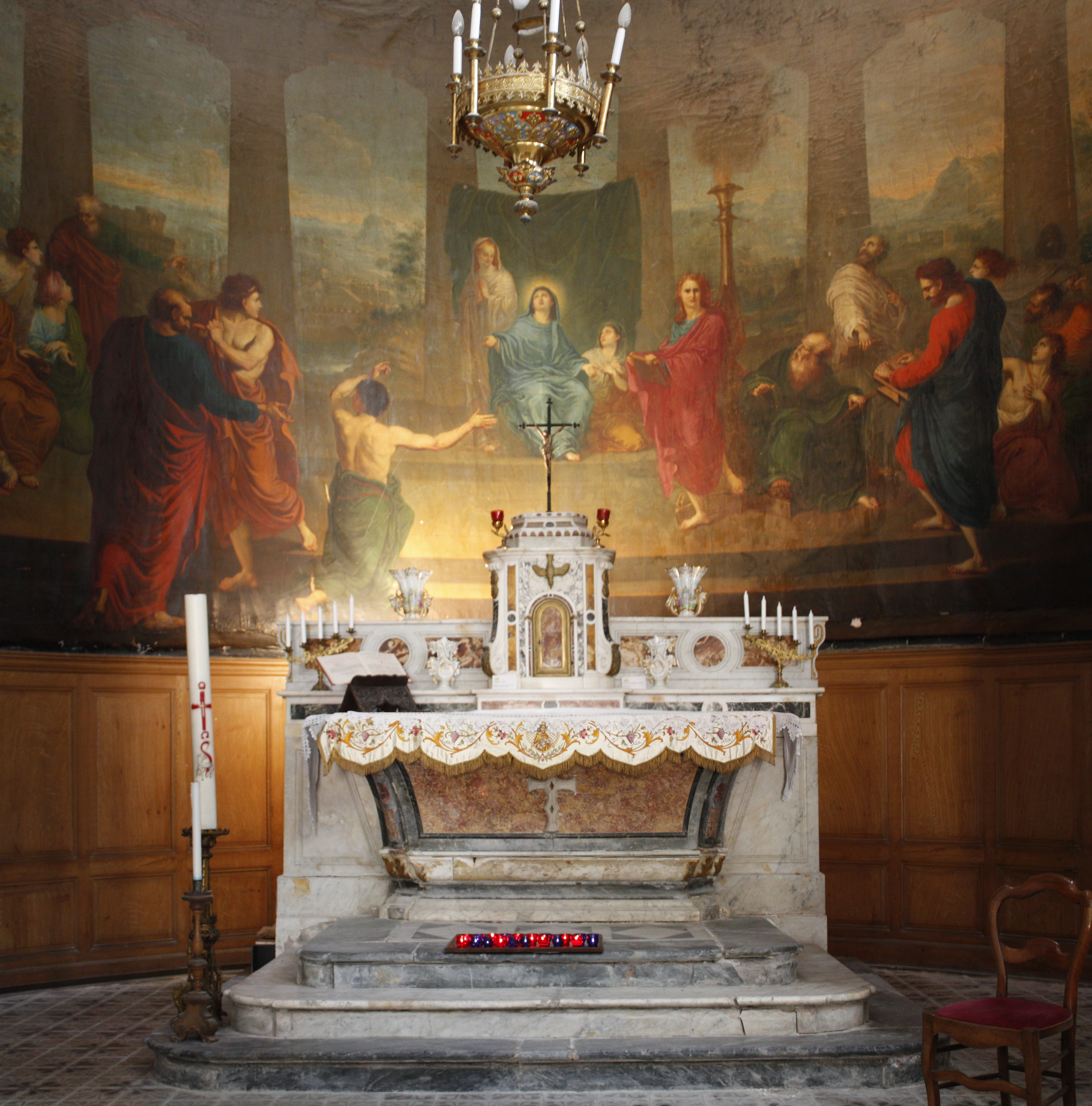
Tableau sur toile du XIXe siècle représentant la Pentecôte, par Xavier Sigalon
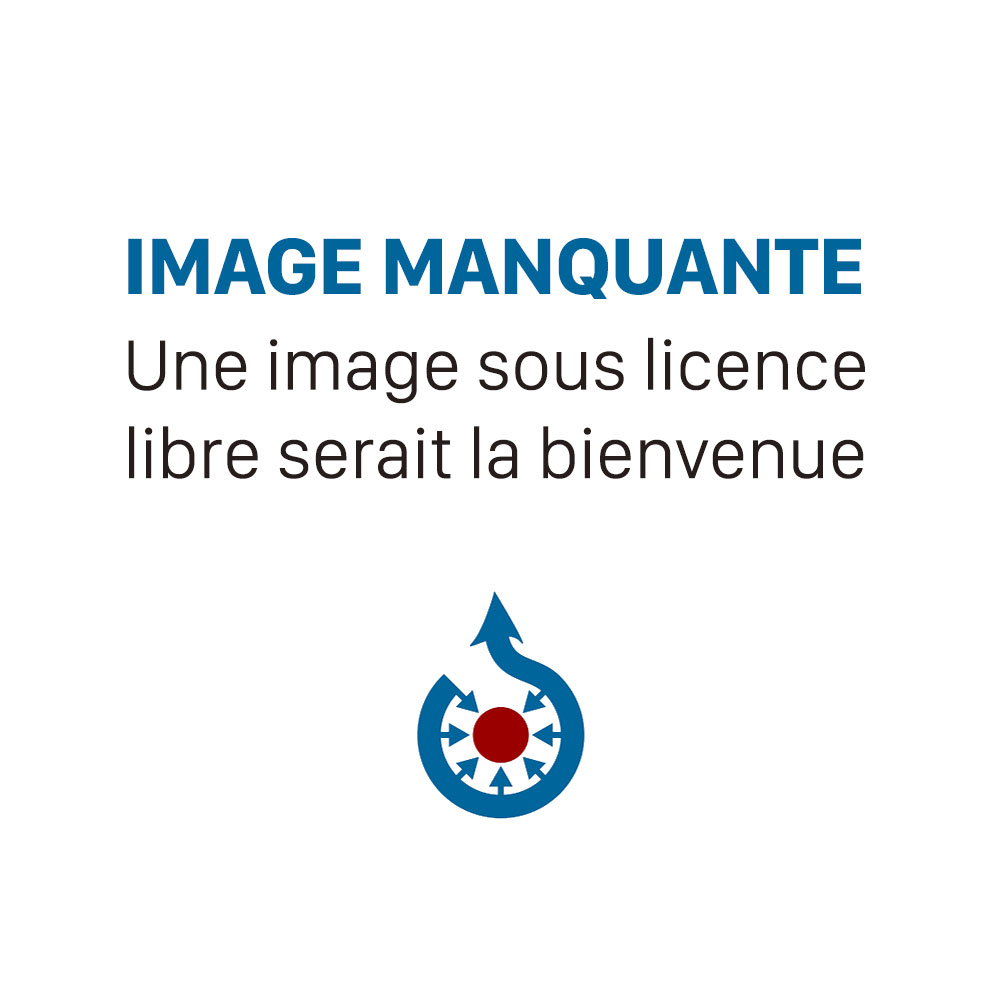
Christ en croix : statue du XIVe siècle, en bois peint et doré[6].

- Cette fresque de Xavier Sigalon (peintre romantique français né à Uzès en 1788) date de 1817 et évoque la descente du Saint-Esprit lors de la Pentecôte[7]. On remarque notamment l'apôtre Jean qui écrit sur ses tablettes et paraît regarder les observateurs quel que soit l'angle. Ses dimensions sont de 4 mètres sur 12,20 mètres.

#### Inventaire Patrimonial

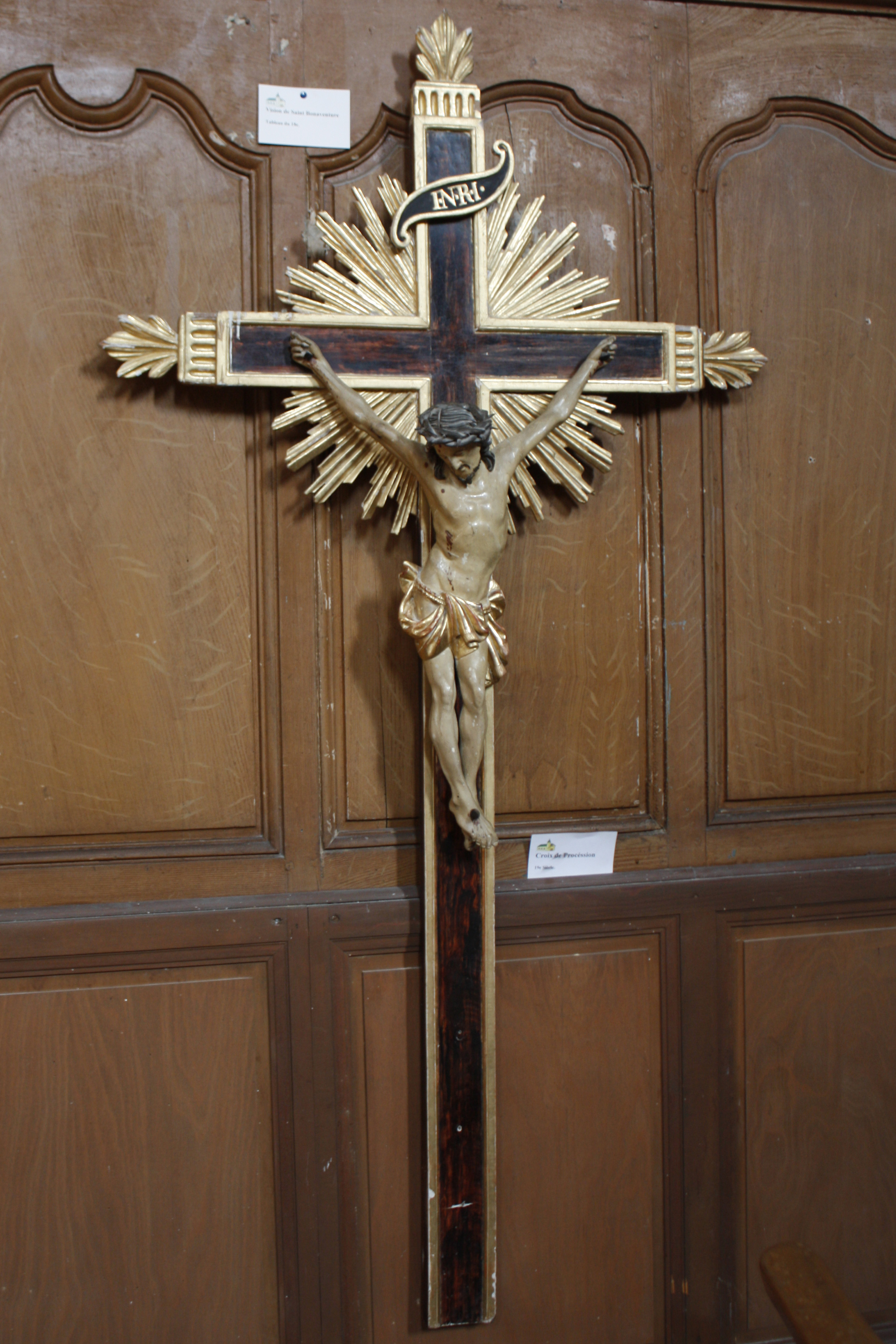
Croix de procession[8].
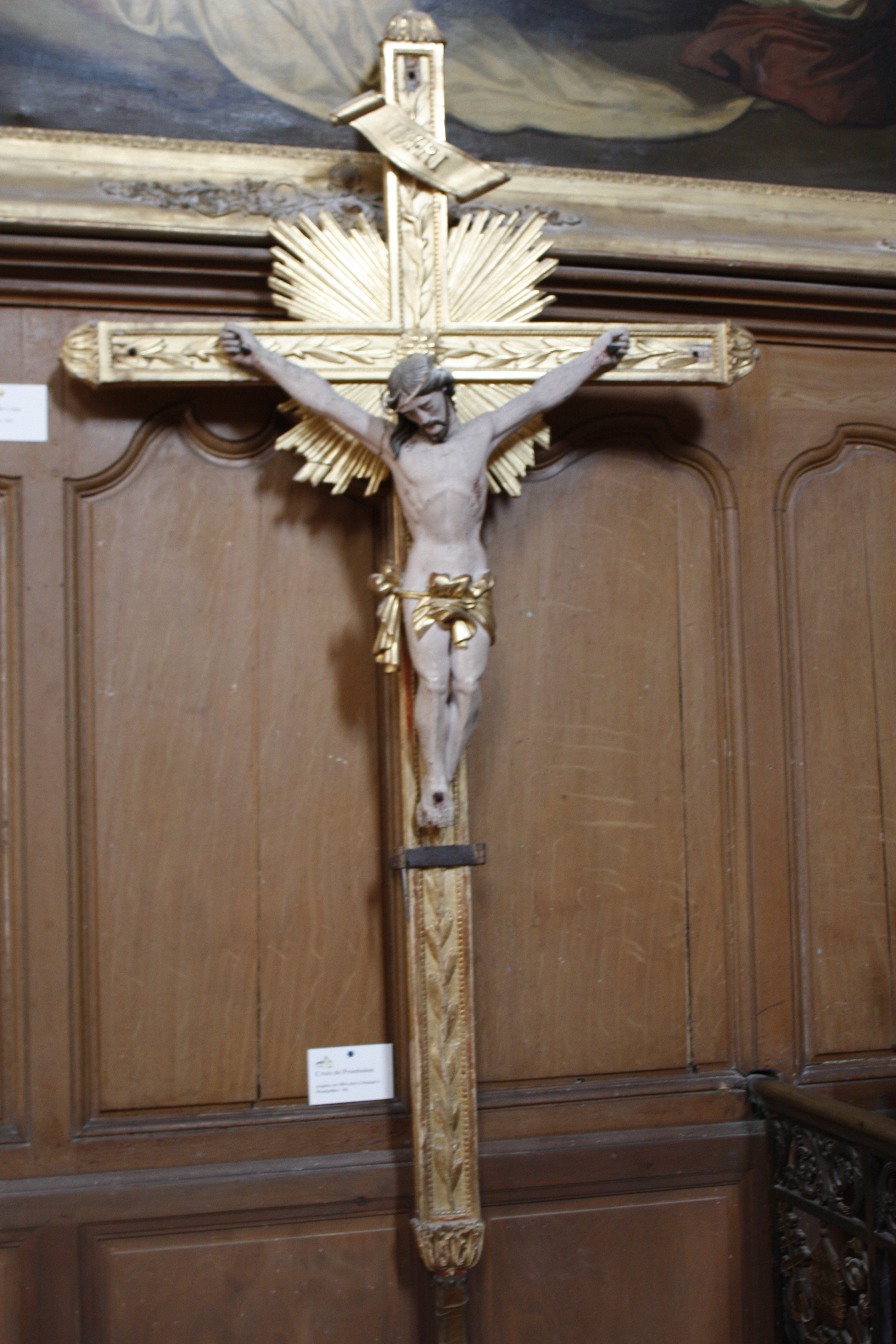
Croix de procession[9].
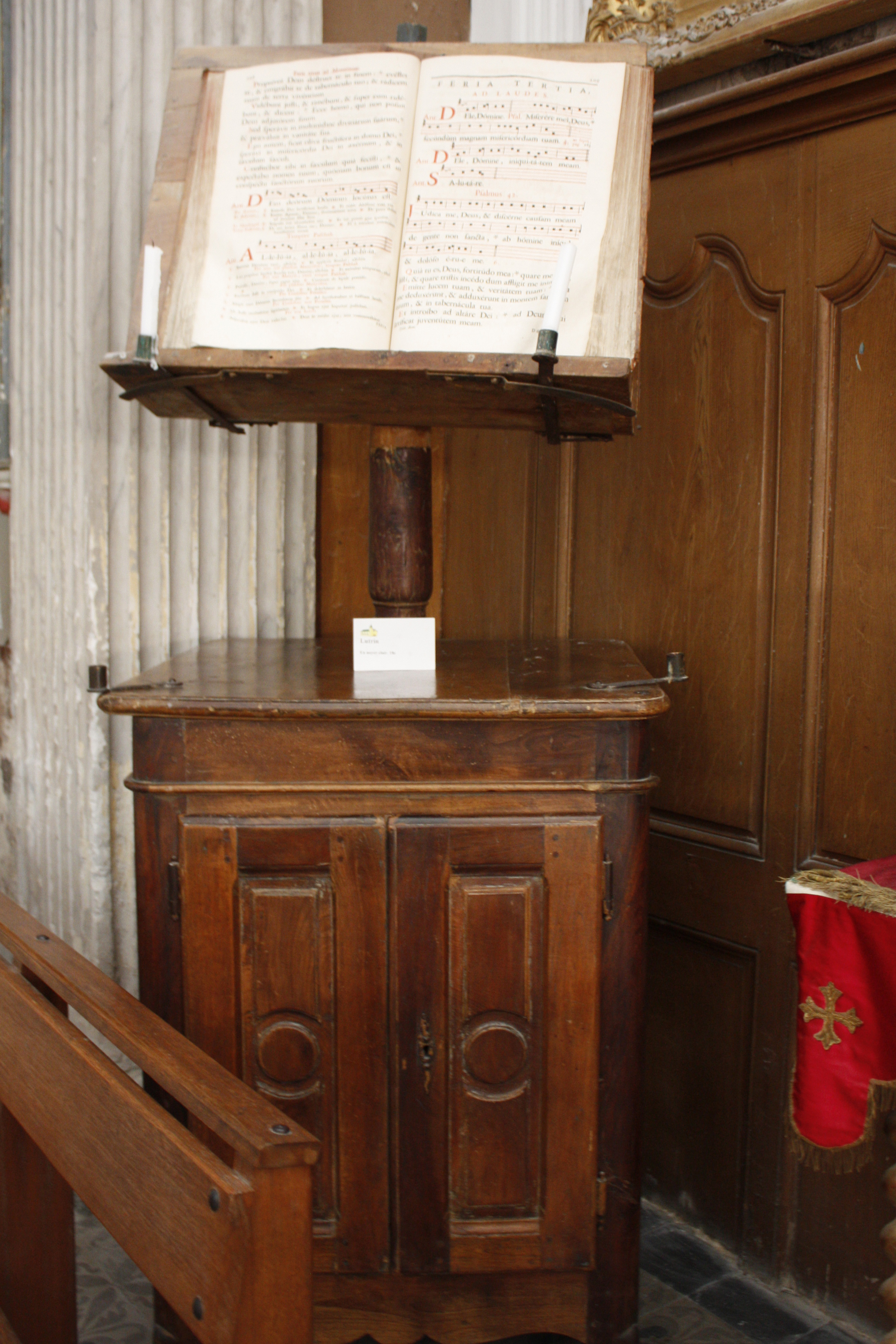
Lutrin[10].

#### Les tableaux sur la vie de la Vierge d'Auguste Glaize
Ces tableaux datent de 1846 et 1847. Ils sont l’œuvre du peintre Auguste Glaize, originaire de Montpellier. Ils représentent le mariage de la Vierge, l'adoration des Mages devant l'enfant Jésus, la déploration du Christ par la Vierge et Marie Madeleine et la dormition de la Vierge.

#### Autres objets de culte
La Chapelle compte aussi dans son patrimoine différents objets de culte qui servaient autrefois lors des processions, comme des lanternes, des dais et des ostensoirs.